# مكسيليتين
مكسيليتين(Mexiletine)، الذي يُباع تحت الاسم التجاري مكسيتيل( Mexitil) من بين أسماء أخرى، هو دواء يستخدم لعلاج عدم انتظام ضربات القلب البطيني الذي يهدد حياة الإنسان و أنواع معينة من التوتر العضلي .   و يستخدم خاصة عندما لا تعمل العلاجات الأخرى.  على الرغم من أنه استخدم لعلاج الاعتلال العصبي السكري، إلا أنه يعتبر خيارا غير مدعوم بشكل جيد.  و يؤخذ عن طريق الفم. 
تشمل الآثار الجانبية الشائعة على عدم الراحة في الصدر و الصداع و الدوار و الغثيان.  قد تشمل الآثار الجانبية الأخرى عدم انتظام ضربات القلب ، أو فشل القلب ، و مشاكل الكبد، و انخفاض الصفائح الدموية ، و النوبات ، و انخفاض خلايا الدم البيضاء .  وهو مضاد لاضطراب نظم القلب من الفئة IB و يعمل كحاصر لقنوات الصوديوم.  
ووفق على استخدام الميكسيلتين طبيًا في عام 1985.  وهو متوفر على شكل دواء عام .  في المملكة المتحدة، يكلف 100 حبة من 167 ملجم هيئة الخدمات الصحية الوطنية حوالي 5000 جنيه إسترليني اعتبارًا من عام 2021.  أما في الولايات المتحدة، فتبلغ تكلفة 100 حبة من 150 ملغ حوالي 47 دولارًا أمريكيًا. 